# Centre démocrate (France)
Le Centre démocrate (CD) est un mouvement politique français de centre droit. Fondé par Jean Lecanuet après sa campagne présidentielle de 1965, il se fond dans le Centre des démocrates sociaux en 1976.

## Histoire
Le manifeste du Centre démocrate est publié le 7 janvier 1966 et la création du mouvement par Jean Lecanuet date du 2 février 1966. À l'origine, il rassemble des membres du MRP, des indépendants et des radicaux. 
Mais, la dynamique de la candidature de Lecanuet retombe rapidement et le CD se retrouve concurrencé à gauche par la FGDS et à droite par l'UNR. De plus, les membres radicaux (dont Maurice Faure) quittent la formation pour rejoindre la FGDS.
Aux élections législatives de 1967, le parti dispose de seulement 41 élus (13,4 % des suffrages) qui siègent dans le groupe Progrès et démocratie moderne de l'Assemblée nationale.
Aux législatives de 1968, le mouvement recule avec 33 élus (10,3 % des suffrages).
En 1969 se pose la question du ralliement à Georges Pompidou à partir de son élection à la Présidence de la République. Malgré le soutien de Lecanuet à Alain Poher, le centre démocrate atténue son opposition à la majorité présidentielle. D'ailleurs, les décisions du gouvernement Jacques Chaban-Delmas rejoignent souvent les propositions du mouvement.
Aux élections législatives de 1973, les atermoiements du Centre démocrate se reflètent dans le faible nombre de ces élus (34). Mais la mort de Pompidou et l'élection présidentielle anticipée de 1974 met fin au malaise du mouvement. Le CD se prononce rapidement pour Valéry Giscard d'Estaing et fait son entrée au gouvernement le 28 mai 1974. Pour assumer cette charge, une réunification des centres s'opère. Le 23 mai 1976 est créé le Centre des démocrates sociaux (CDS), rassemblant le CD et le Centre démocratie et progrès de Jacques Duhamel. 
C'est en fait la résurrection du MRP.
L'Association nationale des jeunes du Centre démocrate (ANJ-CD) constituait le mouvement de jeunesse du CD.

## Membres du Centre démocrate
- Jean Lecanuet (président)
- Pierre Abelin (secrétaire général)
- Paul Pernin
- Bertrand Motte
- Paul Stehlin
- André Diligent
- Jean-Marie Daillet
- Alain Poher
- Jean-Marie Caro
- Maurice-René Simonnet

•. Henri Lagrange un membre fondateur du CD. 